# Dominique Cogels-Le Grelle
Dominique Cogels-Le Grelle (Jemappes, 24 mei 1950) is een voormalig Belgisch lid van het Waals Parlement.

## Levensloop
Dominique Cogels-Le Grelle behaalde een graduaat in verpleegkunde en sociaal werk. Van 1974 tot 1977 was ze aan de slag in de sociaal-medische sector en van 1978 tot 1991 was ze docente in het paramedische onderwijs. Alvorens actief te worden in de regionale politiek, leidde Cogels-Le Grelle van 1993 tot 1995 een woonzorgcentrum.
In 1988 werd ze voor de christendemocratische PSC, het latere cdH, verkozen tot gemeenteraadslid van Jurbeke, waar ze van 1989 tot 2000 schepen voor onderwijs en gemeentepersoneel was onder burgemeester Jacques Galant, die ze tussen 1991 en 1992 verving als waarnemend burgemeester. 
In 1995 werd Cogels-Le Grelle voor het arrondissement Bergen verkozen tot lid van het Waals Parlement en van het Parlement van de Franse Gemeenschap en bleef er zetelen tot in 1999. In het Parlement van de Franse Gemeenschap nam ze deel aan de werkzaamheden van de commissie Gezondheid en Sociale Actie. Voorts was ze van 1996 tot 1998 nationaal ondervoorzitter van de PSC, bevoegd voor Waalse zaken.
Nadat ze bij de verkiezingen van 1999 niet meer herkozen werd als parlementslid, besloot Cogels-Le Grelle zich geen kandidaat meer te stellen bij de gemeenteraadsverkiezingen van 2000. De oppositie betwistte de resultaten van deze verkiezingen echter en eiste met succes een herstemming, die in april 2001 plaatsvond. Bij deze verkiezingen stelde Cogels-Le Grelle zich opnieuw kandidaat en werd opnieuw verkozen tot gemeenteraadslid. Omdat burgemeester Jacques Galant en zijn dochter Jacqueline echter overgestapt waren naar de Parti Réformateur Libéral en deze lijst een absolute meerderheid behaalde, zetelde ze van 2001 tot 2006 in de oppositie. Bij de gemeenteraadsverkiezingen van 2006 was ze definitief geen kandidaat meer.
Na het einde van haar parlementaire loopbaan leidde Cogels-Le Grelle tussen 2000 en 2007 verschillende woonzorgcentra en andere zorginstellingen in de regio rond Bergen. In 2007 werd ze opnieuw actief als verpleegster en van 2008 tot aan haar pensioen in 2015 leidde ze de vzw Domus, gespecialiseerd in palliatieve zorg aan huis. 